# 月 (辺見庸)
『月』（つき）は、辺見庸原作の日本の小説。2017年にKADOKAWA（のち角川文庫）より発表。2023年に映画化された。

## 映画
2023年10月13日に公開された。監督・脚本は石井裕也、主演は宮沢りえ。企画・エグゼクティブプロデューサーの河村光庸は本作が遺作となった。PG12指定。

### あらすじ （映画）
※原作は障害者の一人称で語られる。堂島洋子は映画オリジナルの主役。
処女作で文学賞を受賞した堂島洋子は、その後は小説が書けず、きっかけを求めて森の奥にある重度障害者施設で臨時職員として働き始める。洋子が小説家だと気づき色めき立つ職員で年下の陽子。陽子も小説家を目指していたがコンテストに落ち続け、酒の量ばかりが増えていた。 
若い職員の“さとくん”は、意思疎通ができない患者たちに手作りの絵本を読み聞かせる熱心な青年だった。しかし、様々な矛盾に敏感な“さとくん”は正義感や使命感を徐々に増幅させていき、ついに、「心が無い」患者の延命を無意味と見なすに至っていた。
施設には閉じ込められているだけの患者も多く、職員による虐待も横行していた。それを上司に訴えても聞き入れられず、無力感を募らせる洋子。
洋子と夫の昌平は心臓疾患を持って生まれた長男を3歳で亡くし、深く傷ついていた。だが、42歳で思いがけず第二子を宿す洋子。それは年齢的にもリスクが高く、胎児の障害も危惧される妊娠だった。昌平はアルバイトも長続きせず、動画の短編映画作りに熱中する頼りない男で、妊娠という重大事を告げられない洋子。職場の年下の陽子に、つい悩みを吐露した洋子だが、洋子の家に招かれた陽子は、酔って洋子の小説を批判し、洋子の妊娠まで昌平の前で暴露した。
洋子が中絶したと思い込み、「無駄なものはいらない」という思想が自分と同じだと喜ぶ“さとくん”。“さとくん”にとって、他者とコミュニケーションも取れずに生きる障害者は、「生かしておくのも可愛そう」な排除すべき存在だった。しかし、昌平と話した洋子は産む覚悟を固めていた。ただし、障害の有無を調べる出生前診断を受けるか、受けたとして、その後にどう決断するかなど重要な判断は、二人の「出会いの記念日」に決めることとした。
施設で出合った障害者を小説に書く意欲が湧く洋子。目も耳も不自由で話せず、寝たきりで閉じ込められている“きーちゃん”という女性患者の、存在意義を問う小説に挑み、昌平との約束の記念日までに脱稿しようと奮闘する洋子。
心が無いから人間ではない。生産性のない障害者は安楽死させると平然と言い切る“さとくん”。洋子は絶対に認めないと反発したが、その論拠は脆弱だった。政治家にまで同様の意見書を送った為に、精神科に入院させられる“さとくん”。しかし、2週間で退院した“さとくん”は、夜間に施設に侵入し、殺戮を決行した。
“さとくん”が凶行に及んだ日は、洋子と昌平の「記念日」の前日だった。洋子は小説を脱稿し、昌平は動画の作品が小さな芸術祭で受賞した事を報告した。涙ながらに「生きていて良かった」と喜び合う洋子と昌平。翌日、回転寿司屋でささやかな宴を催し、前途を誓いあった夫婦は、テレビのニュースで施設の惨事を知った。施設に駆けつける為に席を立った洋子は、去る前に昌平に、「好きです」と思いを伝えた。

### キャスト
- 堂島洋子：宮沢りえ
- さとくん：磯村勇斗
- 長井恵里
- 大塚ヒロタ
- 笠原秀幸
- 板谷由夏
- モロ師岡
- 鶴見辰吾
- 原日出子
- 高畑淳子
- 坪内陽子：二階堂ふみ
- 堂島昌平：オダギリジョー

### スタッフ
- 原作：辺見庸『月』（角川文庫刊）
- 監督・脚本：石井裕也
- 音楽：岩代太郎
- 企画・エグゼクティブプロデューサー：河村光庸
- 企画：角川歴彦
- 製作：伊達百合、竹内力
- プロデューサー：長井龍、永井拓郎
- アソシエイトプロデューサー：堀慎太郎、行実良
- 撮影：鎌苅洋一
- 照明：長田達也
- 録音：高須賀健吾
- 美術：原田満生
- 美術プロデューサー：堀明元紀
- 装飾：石上淳一
- 衣装：宮本まさ江
- ヘアメイク：豊川京子、千葉友子（宮沢りえ）
- 特殊メイク・スーパーバイザー：江川悦子
- 編集：早野亮
- VFXプロデューサー：赤羽智史
- 音響効果：柴崎憲治
- 特機：石塚新
- 助監督：成瀬朋一
- 制作担当：高明
- キャスティング：田端利江
- 制作プロダクション・配給：スターサンズ
- 制作協力：RIKIプロジェクト
- 製作：『月』製作委員会

### 製作
監督した石井裕也は、本作の企画を聞いた当初は「すごく怖かったのが一番の感情」だったものの、障害者施設の問題は「あらゆる社会問題に共通している。逃げることはできないと思いました」と、作品を引き受けた際の心中を明かしている。また主演した宮沢りえは、プロデューサーの河村光庸が同作撮影中の段階で死去したことで「監督、スタッフ、キャストはみな混乱」したものの、同プロデューサーの「魂を受け継いで作品にしたいという熱気に背中を押され続け」演技の完遂に至ったとしている。
もともとはKADOKAWAとの共同配給の予定だった。これはKADOKAWAの担当プロデューサーが「障害者を映画に出すな」と撮影に反対したものの、当時の会長角川歴彦が賛成したもので、角川が企画の中心となり2022年の夏に撮影が始まった。撮影には和歌山県内の復数の施設が協力し、障害者も出演しているが、映画の中の出来事のほとんどは製作陣がそれらの施設で見た光景であった。一方、製作陣からの依頼を断った施設もあった。しかしその角川が、2020東京オリンピックを巡る事件で逮捕されたことで、社長の夏野剛は角川が中心となって勧めてきた映画の企画を仕分けすることを表明、製作陣に製作中止を伝えた。結果KADOKAWAが配給を辞退したため、インディペンデント映画としてスターサンズが単独配給することとなった。こうした一連の事情から、石井は映画の公開に対して河村と角川に感謝の意を表し、また角川歴彦は新藤兼人賞を受賞した。

### 反響
10月16日に発表された10月第2週の映画初日満足度ランキング（Filmarks調べ）では2位を獲得。また、11月6日に発表された11月第1週のアクセスランキング（映画.com調べ）でも2位を獲得。
本作は韓国の釜山国際映画祭でも上映され、本作の監督の石井裕也は本作がその中でも女性の興味を集めているように感じたと語っている。石井監督は、「社会から蔑ろにされている障害者の立場をより感覚的に理解できるのは女性なんだ」と後のインタビューに答えている。
キネマ旬報社が運営するKINENOTEの「キネ旬Review」では、映画評論家の和泉萌香は「スクリーンに向かって同じ方向を見つめるだけではなく、他人事としてではなく、起こること／起こったことを正面から対峙する姿勢を問う」とコメントし、谷昌親は「その問いに対する明確な答えはおそらくない。だが、迷いつつも、問い続けることが大事なのだ」と評価、吉田広明も「見たくないものは隔離（排除）という社会の意志は、我々自身のそれではないのかと本作は問う」と満点評価をつけた。

### 受賞
- 第48回報知映画賞[11]
  - 作品賞
  - 助演男優賞（磯村勇斗）
  - 助演女優賞（二階堂ふみ）
- 2023年度新藤兼人賞[12]
  - プロデューサー賞（角川歴彦）
- 第45回ヨコハマ映画祭[13]
  - 日本映画ベストテン 第6位
  - 監督賞（石井裕也）
  - 助演男優賞（磯村勇斗）
- ELLE CINEMA AWARDS 2023[14]
  - エル メン賞（磯村勇斗）
- 第36回日刊スポーツ映画大賞・石原裕次郎賞[15]
  - 作品賞
  - 監督賞（石井裕也）
  - 助演男優賞（磯村勇斗）
  - 助演女優賞（二階堂ふみ）
- 2023年岐阜新聞映画部ベスト・テン[16]
  - 日本映画ベスト・テン 第4位
  - 助演男優賞（磯村勇斗）
- 第78回毎日映画コンクール 日本映画大賞[17]
  - 監督賞（石井裕也）
  - 撮影賞（鎌苅洋一）
- 第66回ブルーリボン賞[18]
  - 監督賞（石井裕也）
- 第47回日本アカデミー賞[19]
  - 最優秀助演男優賞（磯村勇斗）
- 第97回キネマ旬報ベスト・テン[20]
  - 助演女優賞（二階堂ふみ）
  - 助演男優賞（磯村勇斗）
- おおさかシネマフェスティバル2024[21]
  - 監督賞（石井裕也）
  - 助演男優賞（磯村勇斗）
- 第33回日本映画批評家大賞[22]
  - 助演男優賞（磯村勇斗）